# Emblema nacional de Arabia Saudita
El emblema nacional de Arabia Saudita está compuesto por dos espadas (cimitarras) cruzadas con filos de color plata y empuñaduras de color oro, ambas con sus puntas colocadas hacia abajo y situadas bajo una palmera de color sinople (verde). Este emblema fue adoptado en 1950, aunque las dos espadas cruzadas han figurado con anterioridad en antiguas banderas saudíes. La palmera y las dos espadas cruzadas aparecen representadas, entre otras insignias del país, en uno de los cuadrantes superiores del estandarte del monarca saudí.

## Uso
El emblema aparece en los documentos del gobierno, misiones diplomáticas, así como varias banderas saudíes. Está adornado en oro en la bandera de las Fuerzas Armadas de Arabia Saudita (que también es la insignia de guerra del Reino), y en el asta inferior del estandarte real. Esta última es esencialmente la bandera nacional desfigurada con el emblema en oro, que se coloca en la parte inferior del  (mirando hacia la izquierda) asta y no en el cantón como con otros estandartes reales. La posición inferior del emblema es en deferencia a la naturaleza sagrada de la Shahada, el "credo" islámico.

Emblema Real de las Fuerzas de Defensa Aérea Saudíes
Emblema Real de la Fuerza Aérea Saudí
Emblema Real de las Fuerzas Navales Saudíes
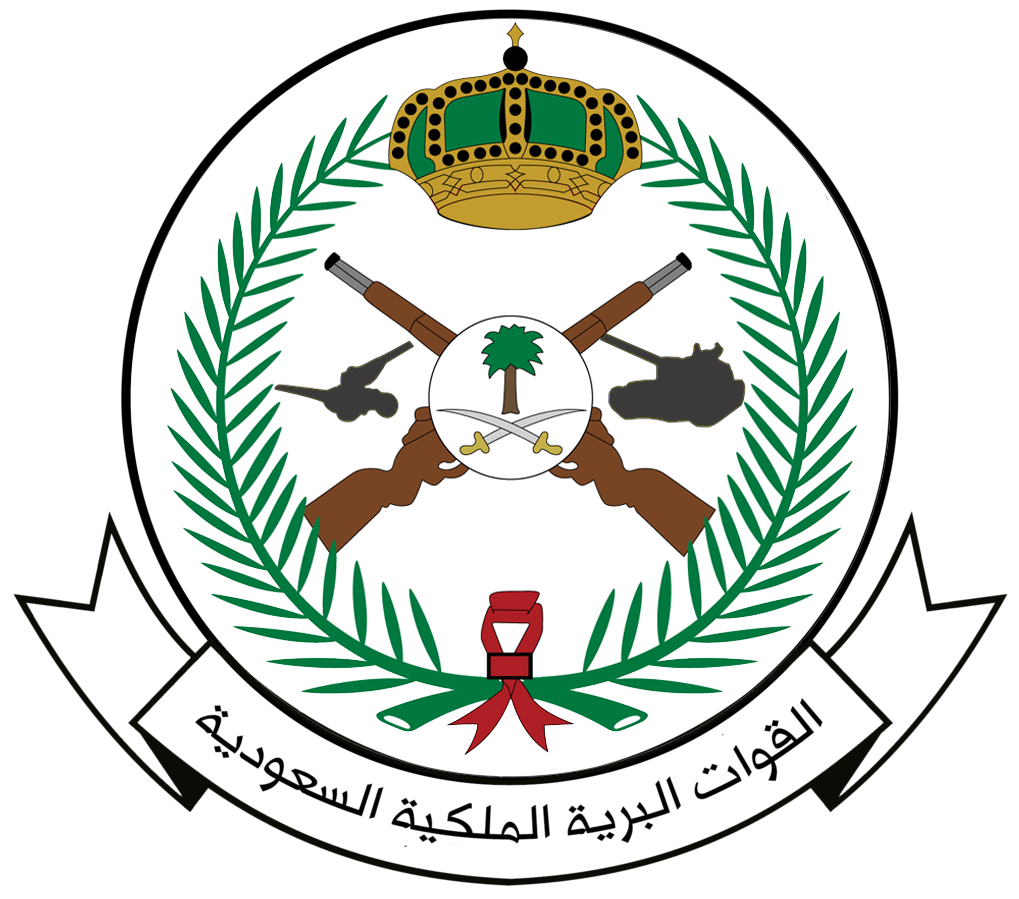
Emblema Real del Ejército de Tierra Saudí
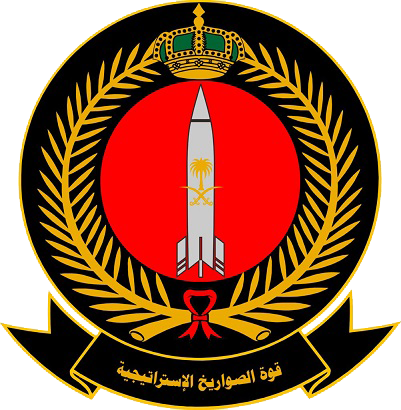
Emblema Real de la Fuerza de Misiles Estratégicos de Arabia Saudita

## Evolución histórica del escudo

Emblema del Emirato de Bani Khalid (1669-1796)
Escudo de armas del Reino del Hiyaz (1916-1925)
Emblema del Reino del Néyed y del Hiyaz (1926-1932)
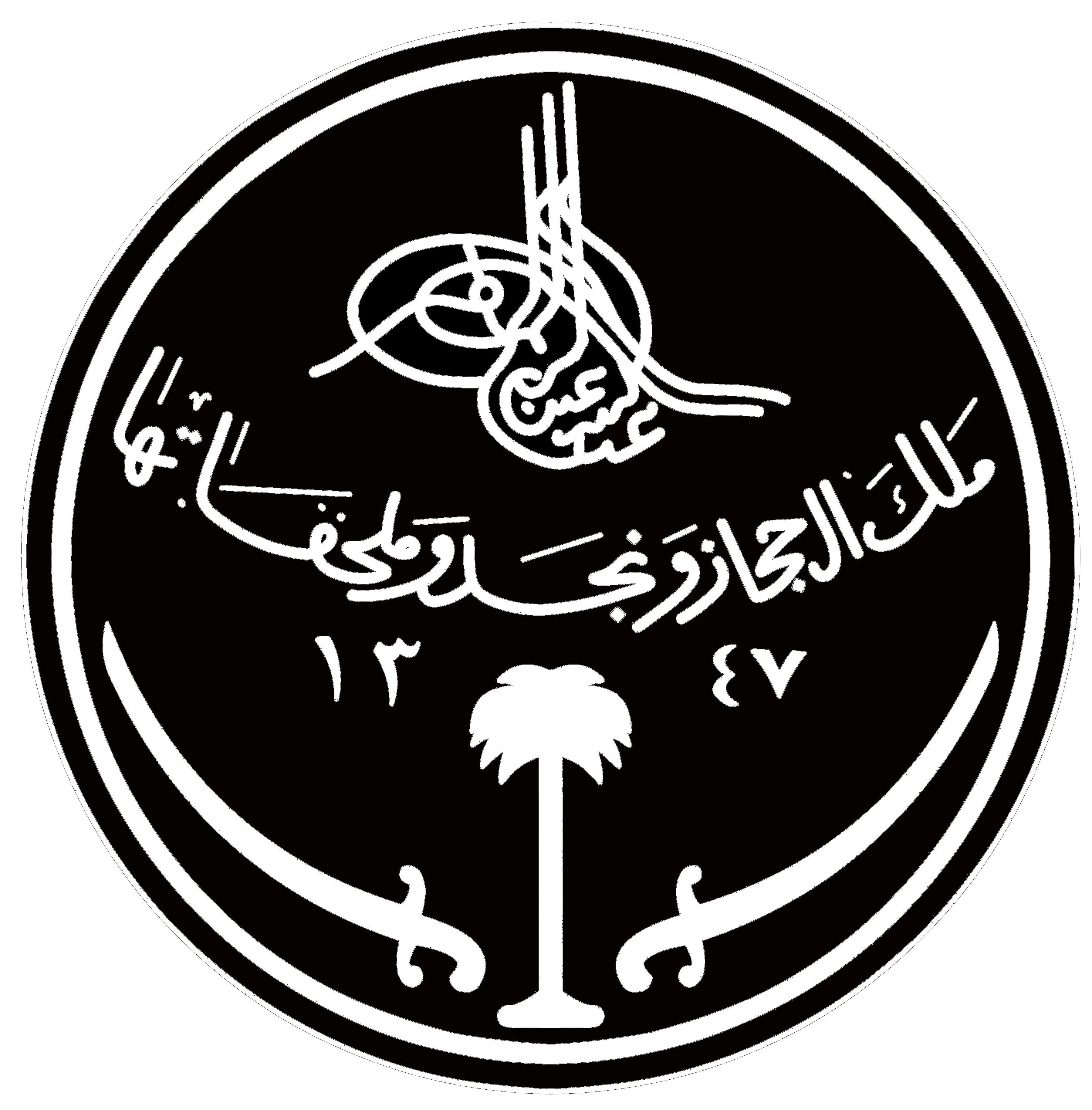
Sello Negro del Reino de Arabia Saudita (1932-1950)
Escudo de armas del Reino de Arabia Saudita (1950-actualidad)